# Dytiscus cordieri
Dytiscus cordieri är en skalbaggsart som beskrevs av Aubé 1838. Dytiscus cordieri ingår i släktet Dytiscus och familjen dykare. Inga underarter finns listade i Catalogue of Life.